# KTM-1
KTM-1（ロシア語: КТМ-1）は、ロシア連邦（旧：ソビエト連邦）の鉄道車両メーカーであるウスチ＝カタフスキー車両製造工場が製造していた路面電車車両。付随車のKTP-1（КТП-1）と共に、第二次世界大戦後初の同社の新造車両として1947年から1961年まで製造された。

## 概要

### 開発までの経緯
ウスチ＝カタフスキー車両製造工場は、現：ロシア連邦のウスチ＝カタフに本社を置く鉄道車両メーカーである。1900年代初頭から路面電車製造事業に参入した同社は、1930年代以降ソビエト連邦の標準型車両であるKh形・M形電車の製造を実施していた。この形式はムィティシ機械製造工場（現：メトロワゴンマッシュ）によって1920年代に開発された車両で、同社が地下鉄向け車両の製造に重点を置く事になったため生産を受け継いだものだったが、第二次世界大戦（大祖国戦争）の影響で生産は中断した。その後、終戦を経てウスチ＝カタフスキー車両製造工場は路面電車車両の生産を再開したが、その際にKh形やM形から車体設計や機器を刷新した車両を開発する事が決定した。これがKTM-1およびKTP-1である。形式名の「K」は同社の正式名称（Усть-Катавский вагоностроительный завод имени С. М. Кирова）にもある、ソ連の革命家であるセルゲイ・キーロフ（С. М. Кирова）にちなんで付けられた。

### 構造
利用客が少ない中小都市での使用を前提としたため、2本の車軸のみを持つ二軸車として設計され、必要に応じて適宜増結が可能な仕様となっていた。運転台や主電動機、集電装置が搭載された電動車のKTM-1と、それらの設備・機器を持たない付随車のKTP-1が製造されたが、双方ともループ線が終端に設置された路線での運用を前提としていたため、乗降扉は右側2箇所にのみ存在し、KTM-1の運転台も片側に設置されていた。またコスト削減のため、両形式は全金属製車体を含め構造の大部分が統一されていた。
中小都市での使用を考慮した事で電気機器は簡素な構造となっており、運転台からの速度制御には主電動機に流れる電流を直接制御器（ハンドル）で操作する直接制御方式が採用された。制動装置は通常時に空気ブレーキや手ブレーキ、非常時に電気ブレーキ（KTM-1）が用いられた他、台車にはディスクブレーキが搭載されていた。

## 運用
まず1947年に試作車としてKTM-1 + KTP-1の2両編成が2本製造され、モスクワ市電で試運転を実施した。1948年からは営業運転にも使用されたが、1950年にチェリャビンスク市電へと転属した。この車両から得た実績を元に量産が開始されたのは1948年の事で、増備される中で座席配置や後方の窓配置に変化が生じたほか、1951年製以降の車両は側面にコルゲート加工が施された。製造は後継車両となるKTM-2・KTP-2に移行する1961年まで製造が行われた。
1両編成から最大4両編成まで各都市の需要に応じた編成で使用されていたが、先頭車両から編成内の車両の制動装置を一括で操作可能な総括制御には対応しておらず、後方に連結された車両は連結器で繋がっているだけであった。そのため、現：ウクライナのオデッサ市電では利用客の増加への対応から車両間の制御回路や空気ブレーキ用ホースを繋いだ3両固定編成（KTM-1 + KTM-1 + KTP-1）が組まれ、1971年から1975年まで使用された。また、ロストフ・ナ・ドヌ市電に導入された車両は同市電の軌間1,435 mm（標準軌）に対応した台車が用いられた。
1970年代以降は後継車のKTM-2・KTP-2と共により大型かつ大容量のボギー車への置き換えが進み、最後まで営業運転に使用されていたザポリージャ市電からは1986年をもって引退した。ただしそれ以降も一部の都市ではKTM-1・KTP-1を改造した事業用車両が残存した。

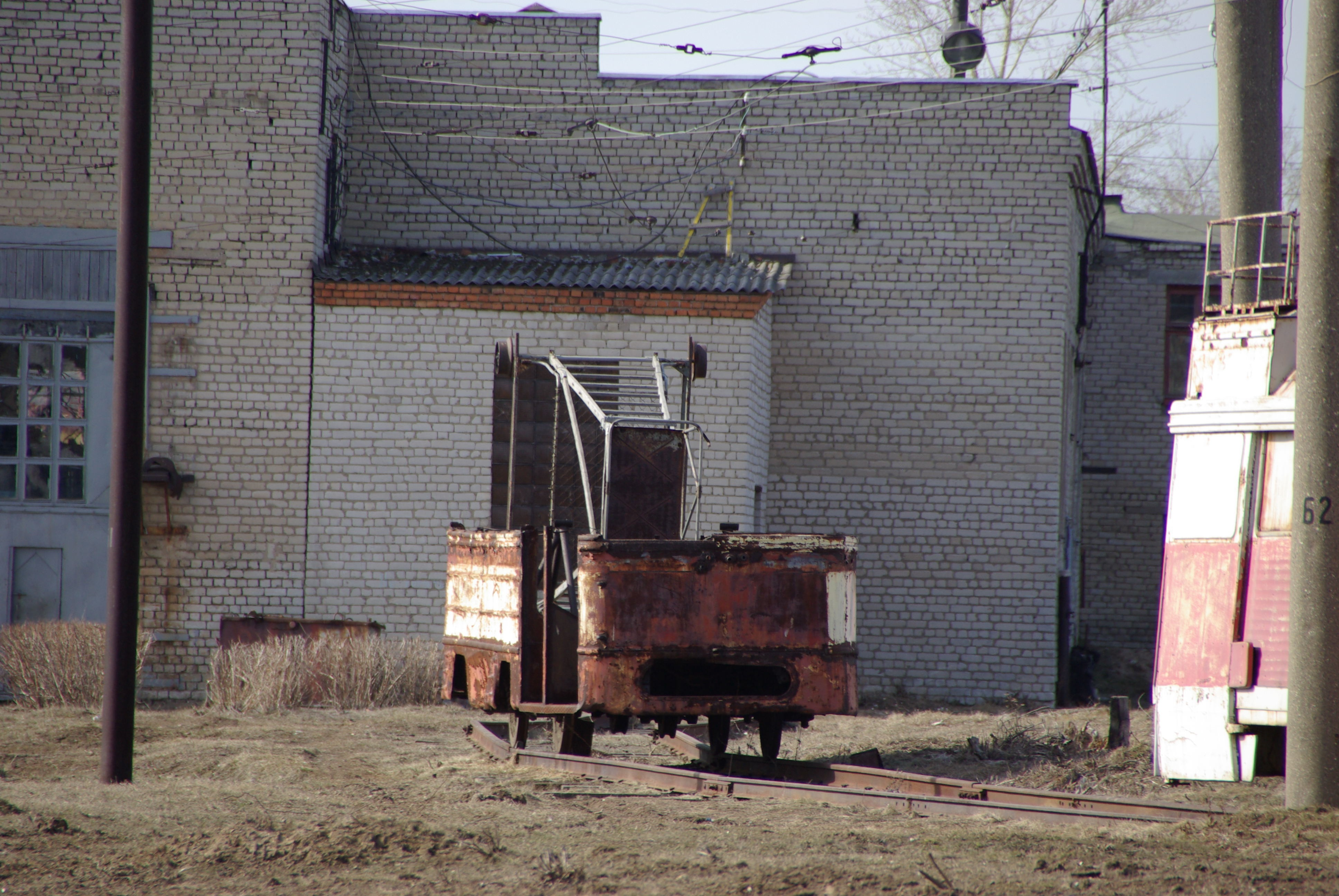
KTP-1を改造した事業用車（リャザン市電、2010年撮影）

## 保存

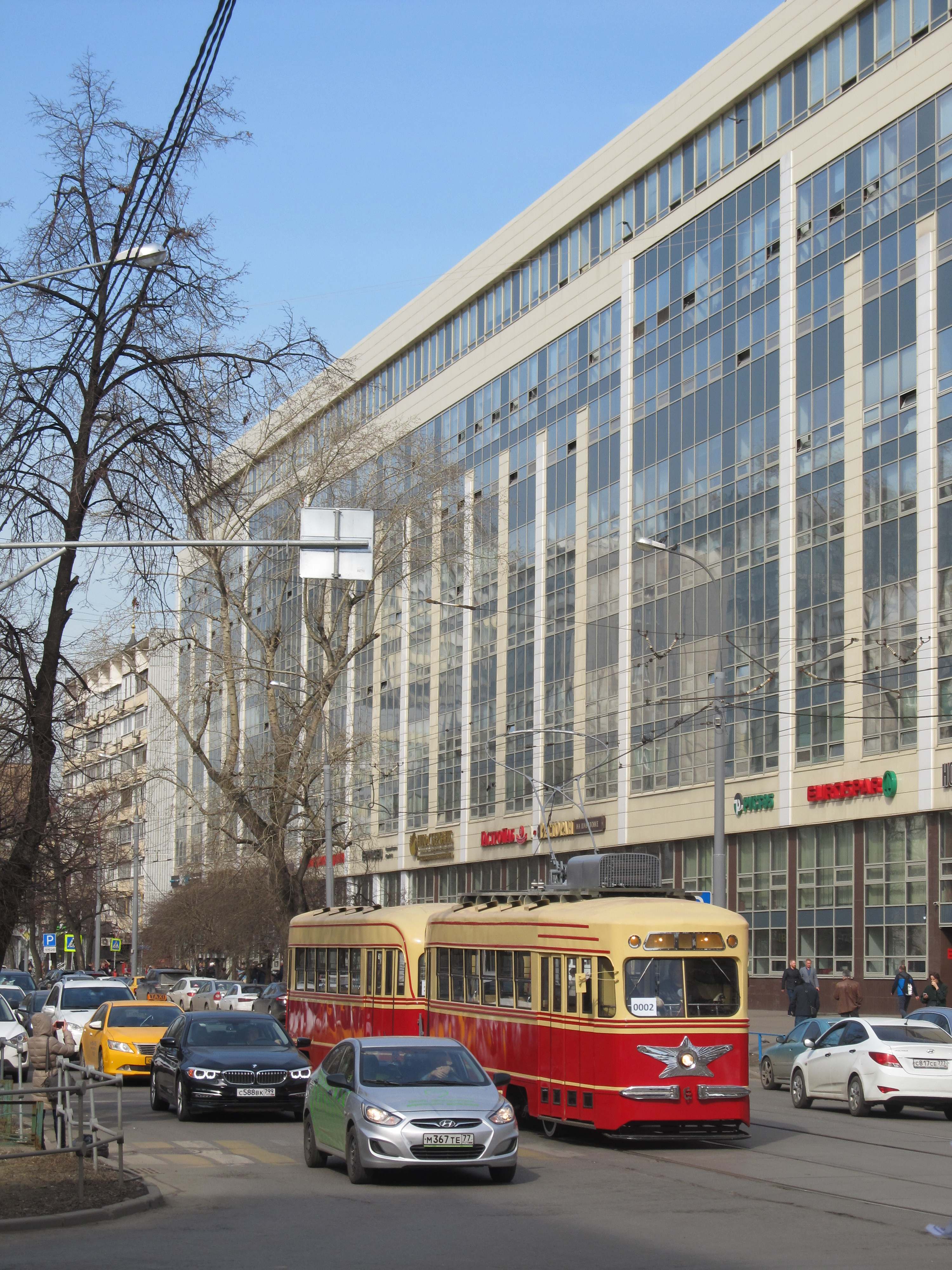
KTM-1 + KTP-1（モスクワ、2018年撮影）

廃車されたKTM-1やKTP-1の一部は旧ソ連各地の都市で保存されており、一部都市では動態保存運転も行われている。

### モスクワ
1956年に製造され、トゥーラ（トゥーラ市電）で1976年まで営業運転に使用されたKTM-1 + KTP-1の2両編成1本は、その後も1988年まで観光輸送などの臨時列車用に残存していたが、以降はソビエト連邦の崩壊の影響もあり放置され老朽化が進行していた。1999年にモスクワ輸送博物館はモスクワ市電開通100周年に合わせた動態保存用としてこの車両を購入したがこの時点では実現せず、以降は路面電車修理工場で長期間に渡り留置され、車体の腐食が更に進行する結果となった。
その後、路面電車修理工場内に存在した保存車両の所有権がモスクワ市電を運営するモスゴルトランスへ移管された事を機に、2017年からKTM-1・KTP-1を含んだこれらの車両の動態復元工事が開始された。その際、モスクワ市電を走行した試作車を基にした車体修繕が実施されており、コルゲート加工の撤去など原型から幾つかの変更が加えられた。
2018年4月21日に実施された市電開通119周年記念パレードで復元後初の動態保存運転が行われ、以降は他の旧型電車と共にイベント用に使用されている。

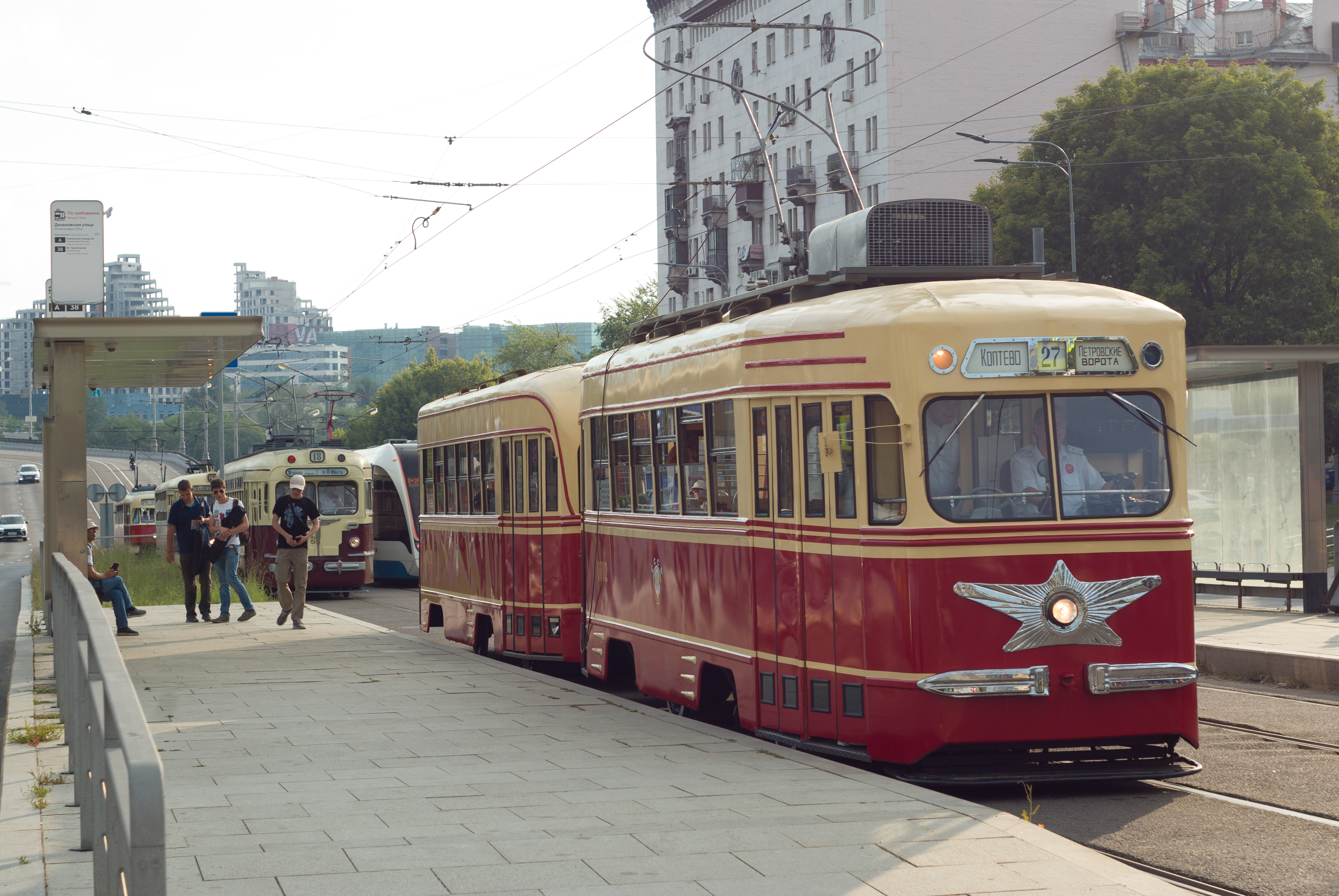
KTM-1 + KTP-1（2024年撮影）
後方（2023年撮影）

### オデッサ
現：ウクライナのオデッサの路面電車であるオデッサ市電に導入されたKTM-1のうち、1952年に製造された1両（355）については1970年の営業運転終了後は事業用に転用され、翌1971年には他車の運転台が後方に溶接された事で両運転台車両となった。その後は車庫の牽引車として使われたが、2013年に実施された映画撮影に合わせて旅客輸送が可能なよう塗装や内装等の復元工事が実施された。以降はオデッサ市電のイベント用車両として在籍し、クリスマスシーズンを始め電飾が施される事もある。

### その他

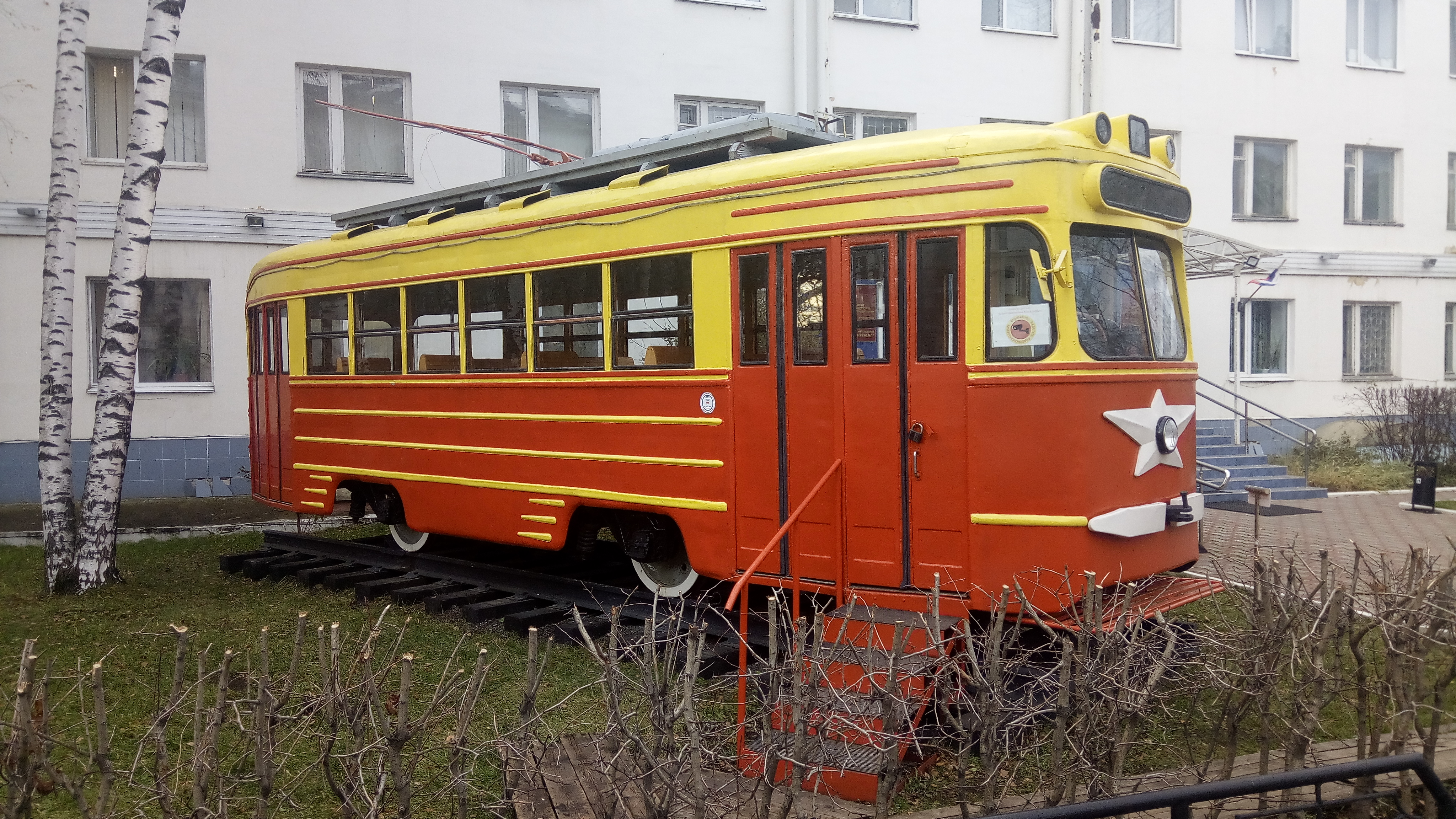
ペルミ（2019年撮影）
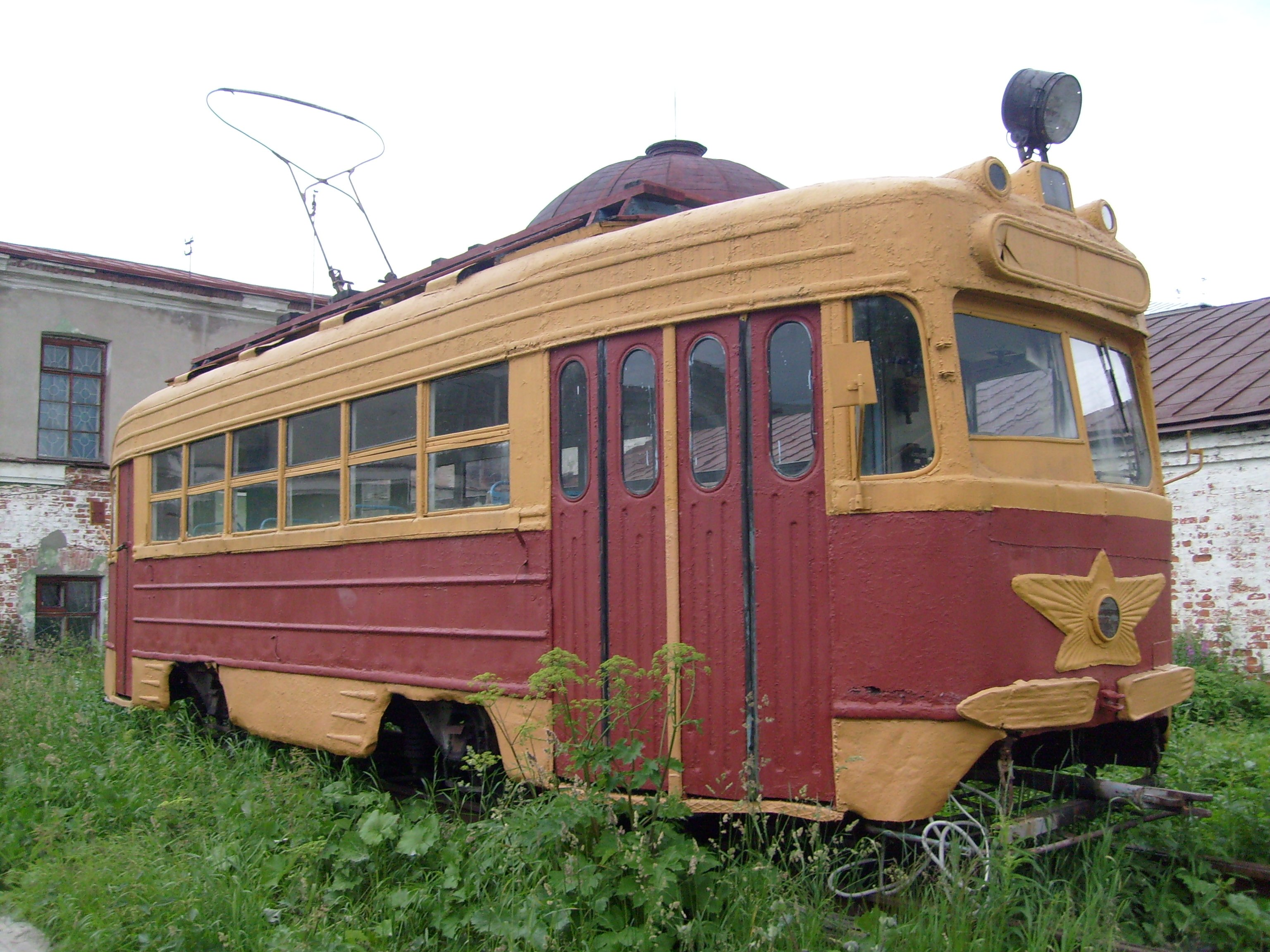
アルハンゲリスク（2008年撮影）